# عرقون ثنائي البذور
عرقون ثنائي البذور (الاسم العلمي:Euphrasia disperma) هو نوع غير مؤكد من النباتات يتبع جنس العرقون من الفصيلة الهالوكية.